# Spodiopogon formosanus
Spodiopogon formosanus là một loài thực vật có hoa trong họ Hòa thảo. Loài này được Rendle miêu tả khoa học đầu tiên năm 1904.